# Mo’oka
Mo’oka (jap. 真岡市 Mo’oka-shi) – miasto w Japonii, w prefekturze Tochigi. Ma powierzchnię 167,34 km². W 2020 r. mieszkało w nim 78 221 osób, w 29 276 gospodarstwach domowych  (w 2010 r. 82 279 osób, w 27 551 gospodarstwach domowych).
23 marca 2009 do Mo’oka przyłączono miasto Ninomiya z powiatu Haga.
Mo’oka jest znane z linii kolejowej Mo’oka, którą obsługują parowozy. Linia biegnie od Shimodate do Motegi.